# Henri Derycke
Henri Derycke, nacido el año 1928 en Valenciennes y fallecido el año 1997, es un escultor francés. Ganador del Premio de Roma en escultura en el año 1952

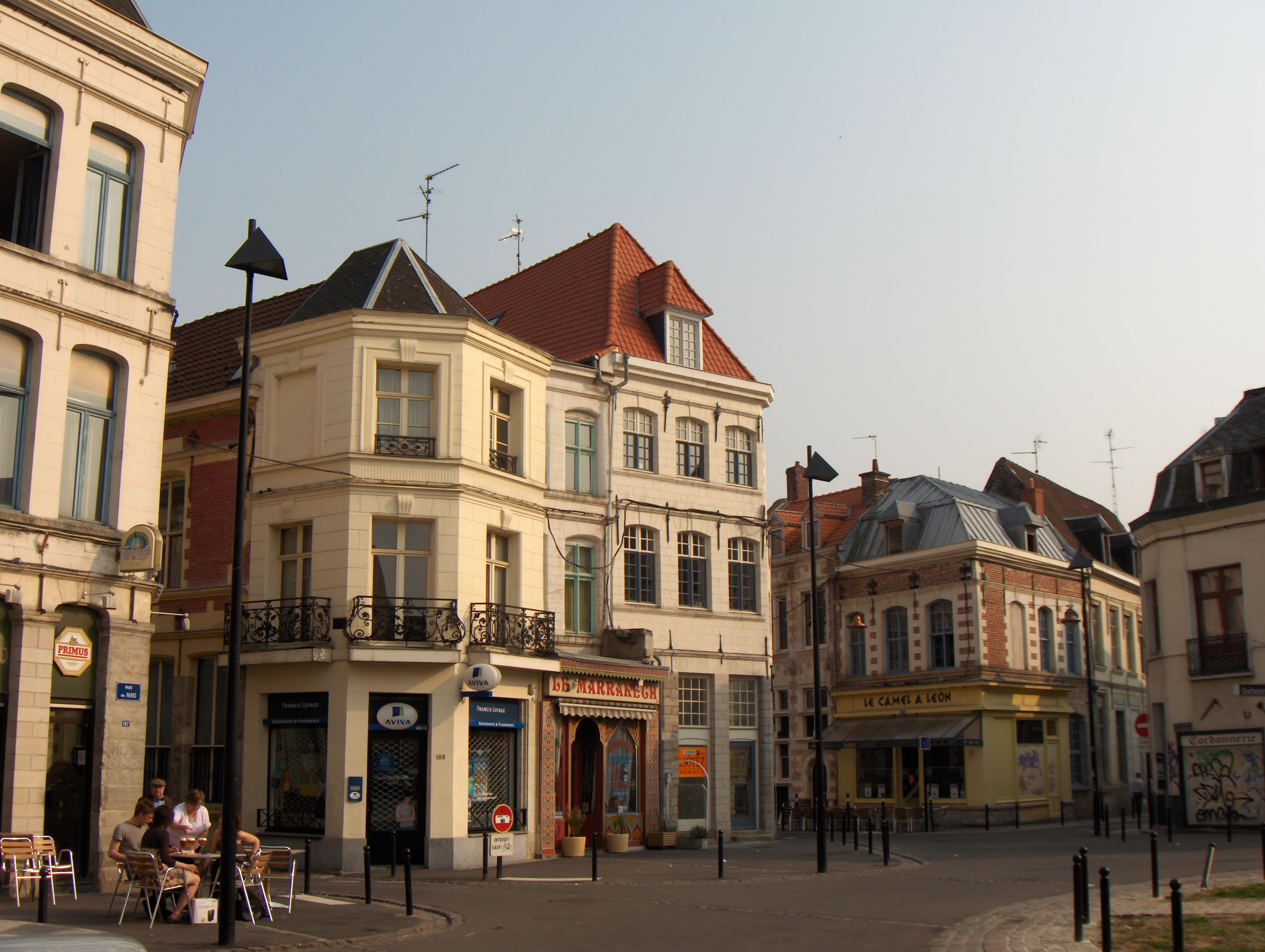
Plaza de Neuf bourg en Valenciennes, en la que se instaló un bronce de Henri Derycke llamado "fleur de la mémoire" en 1999.

## Datos biográficos
El escultor Henri Derycke nació en Valenciennes en 1928.
Alumno de la ENSBA de París, ganó el Primer Premio de Roma de escultura en 1952. Con el bajorrelieve de escayola titulado Cérès
Permaneció pensionado en la Villa Médici de Roma durante los años 1953 a 1956.
El compositor francés Patrick Ascione, preparó una banda sonora de 27 minutos para el documental biográfico del escultor en el año 1984.
Una calle lleva su nombre en Valenciennes y está enterrado en el Cementerio Saint Roch de esa ciudad.

## Obras y exposciciones

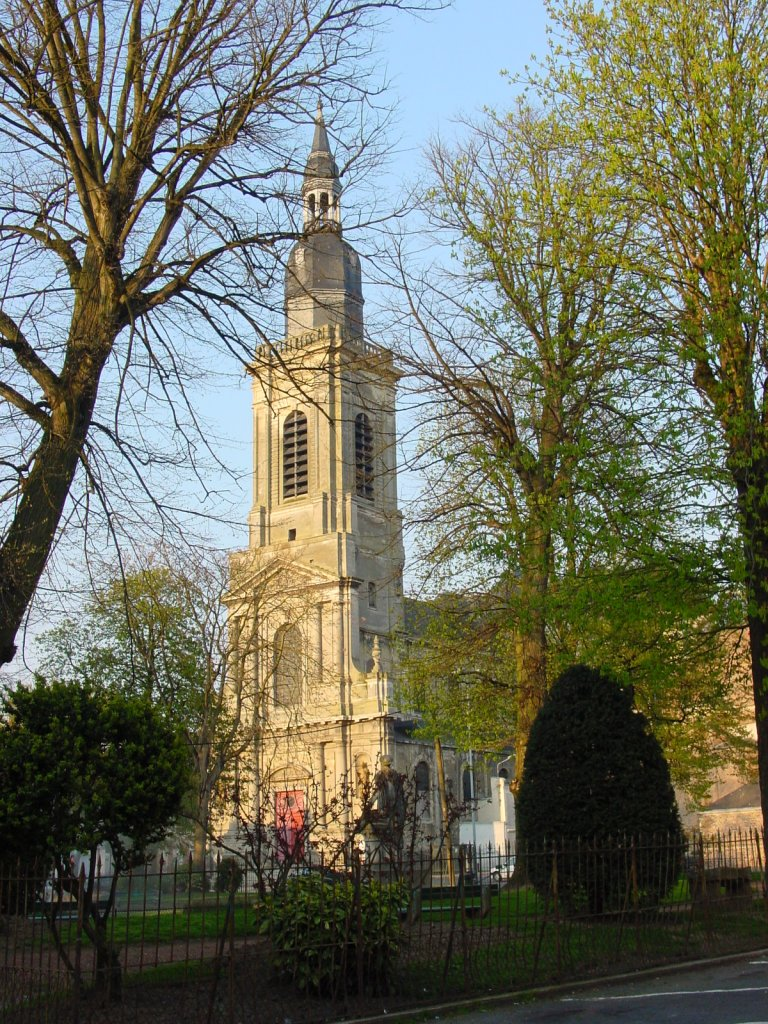
La iglesia de St-Géry en Cambrai, sede de la exposición de esculturas de 2003.

Entre las mejores y más conocidas obras de Henri Derycke se incluyen las siguientes:
- Ceres, bajorrelieve en yeso, en depósito de la Escuela Nacional Superior de Bellas Artes de París.[5]

- Avant les livres o fleur de la mémoire (Valenciennes) bronce instalado en 1999 en la square Jean-Baptiste Vanmour,place du Neufbourg.[6] 50°21′28″N 3°31′6″E / 50.35778, 3.51833

- abril de 2003, exposición de esculturas en el Ábside de la iglesia Saint Géry en Cambrai, con el título " Le Christ en son Jardin : des ténèbres à la lumière... " junto con esculturas de Michel Ciry y René Leleu y pinturas de Sophie Penicaud y Christian Corio.[7]

- Mére et enfant, donada por la familia del artista en 2001 al municipio de Valenciennes.[8]

- Jean Jaures apotre de la Paix 1960 busto[9]